# Clayton Bay
Clayton Bay – miasto w Australii, w stanie Australia Południowa.